# Movimiento Cần Vương
El movimiento Cần Vương (literalmente en español: Auxilien al rey) fue una insurgencia vietnamita a gran escala ocurrida entre 1885 y 1889 en contra del régimen colonial francés. Su objetivo era expulsar al gobierno de Francia e instaurar al emperador Hàm Nghi como líder de un Vietnam independiente. El movimiento carecía de una estructura a nivel nacional y consistió principalmente en grupos dirigidos por líderes regionales, los cuales atacaban a las tropas francesas cercanas. Inicialmente la insurgencia prosperó debido a que existían pocas guarniciones francesas en la región Annam, pero fue decayendo cuando llegaron refuerzos de las bases instaladas en Tonkín y Cochinchina. La insurrección se extendió y llegó a su auge en 1886, para ser desmantelada gradualmente hasta acabar por completo en 1889.

## Intervención francesa en Vietnam

### sigloXVIIyXVIII
La intervención francesa en Vietnam inició desde el siglo XVII mediante la entrada de misioneros católicos, como Alexandre de Rhodes, al territorio. Esta situación se mantendría hasta finales del siglo XVIII cuando un alzamiento popular en contra de los impuestos y la corrupción, conocido como el levantamiento de Tay Son, derrocó a la familia gobernante, la dinastía Nguyễn, en 1776. El príncipe Nguyen Anh logró escapar, en un intento por recuperar el trono decidió buscar la ayuda de Francia a través de los misioneros franceses en Vietnam. Aunque no se le brindó ayuda militar formal el apoyo que se le brindó le permitió recuperar el trono.

### sigloXIX
Después de recuperar el trono en 1802, Nguyen Anh restableció las tradiciones del confucianismo, las cuales habían sido anuladas durante el alzamiento. Esta medida fue para tranquilizar a las familias nobles del gobierno, que veían con preocupación el retorno del monarca de manos de un gobierno extranjero, por ello Nguyen decidió restaurar el sistema en que sus privilegios eran garantizados. Aunque esto ayudó a legitimar su poder, hizo poco por calmar las quejas que habían originado el levantamiento de Tay Son.
Como resultado, el reinado de la dinastía se vio empañado por el resentimiento campesino y revueltas constantes. El descontento de clases bajas siempre fue un terreno fértil para la predicación de los misioneros católicos, lo que ampliaba aún más la brecha entre la monarquía y sus súbditos. La situación interna continuaría empeorando hasta la década de 1850. Esto tuvo grandes implicaciones en la resistencia vietnamita ante la próxima intervención francesa, pues había conflictos entre la población y también con el gobierno.
En 1858 Francia realizó acciones militares contra Vietnam, los intereses de esta nación en la región no habían decaído desde la petición de Nguyen Anh para obtener ayuda. Después de la revolución de 1848, el gobierno francés ya tuvo suficiente apoyo de fuentes comerciales, religiosas y nacionalistas para organizar su conquista de Vietnam. Una fuerza liderada por el almirante Regault de Genouilly atacó y ocupó la ciudad vietnamita de Đà Nẵng. Esto fue seguido por la captura de Saigón, en el delta del río Mekong, en 1859. Sin embargo los refuerzos vietnamitas de las provincias cercanas pronto pusieron ambas posiciones ganadas por los franceses en estado de sitio. A pesar de la situación débil de los franceses las fuerzas vietnamitas fueron incapaces de obligar a los extranjeros fuera del país.
Esto se debió en gran parte a la disensión dentro de la corte real sobre la mejor forma para hacer frente a los franceses. Una de las partes abogó por la resistencia armada mientras que el otro apoyó la negociación. La mayoría de los escritores reconocen que el monarca y muchos funcionarios de alto rango favorecieron apaciguar a los franceses a través de una política denominada hoa nghi (en español: paz y negociación). Además, por el creciente descontento entre el campesinado el gobierno, la monarquía se negó a armar a su pueblo, confiando su defensa solo en las tropas reales, que por su número solo podían ofrecer una resistencia débil.
En 1861 los franceses habían logrado consolidar sus fuerzas y romper el cerco de Saigón, sin embargo esta derrota no puso fin a la defensa del ejército vietnamita. En cambio el gobierno llamó a la resistencia y dio lugar a las guerrillas populares regionales.
Un desarrollo clave en esta coyuntura fue la transferencia de la función de liderazgo de la dinastía a los eruditos locales. Después de haber sido testigo de la ineficacia del ejército vietnamita regular y la dirección incierta de la corte real, muchos decidieron tomar el asunto en sus propias manos. La organización de los pobladores en las bandas armadas y la planificación de las incursiones de guerrilla contra las fuerzas francesas, en contraste con los intentos de los tribunales reales para buscar un acuerdo pacífico. Esto tuvo el efecto añadido de convencer a los franceses de que el gobierno de Hue había perdido el control de sus fuerzas en la región del delta del río Mekong y sus ofertas de paz carecían de valor.
En 1862, la dinastía Nguyen firmó el Tratado de Saigón. Se acordó entregar Saigón y 3 provincias del sur a Francia, que pasaron a conformar Cochinchina. Algunos autores apuntan a la necesidad de la dinastía para sofocar rebeliones en el norte como la razón para ceder territorios en el Sur. Independientemente de la razón, el ejército regular se retiró de las provincias entregadas, dejando el movimiento de resistencia popular contra franceses.
Truong Dinh fue un notable líder de la resistencia. Él ganó prominencia y posición militar durante el asedio de Saigón y también por sus logros militares inmediatamente después de la derrota del ejército vietnamita. A pesar de la orden de retirada, Dinh permaneció en la región, a instancias de sus subordinados y también por razones patrióticas, haciéndose eco de los sentimientos de los demás eruditos de la región. Sin embargo, la resistencia popular carecía de coordinación entre las distintas regiones y además no podría proporcionar el estímulo espiritual, herramientas que sólo la dinastía Nguyen tuvo acceso.
Hasta 1865 la dinastía Nguyen siguió su política de compromiso y continuó tratando de recuperar las 3 provincias del sur a través de la diplomacia. Esto a pesar de las advertencias de los franceses que iban a apoderarse de las 3 provincias del sur restantes si la resistencia popular no se detenía. En 1867 el ejército francés decidió cumplir su amenaza.
La pérdida del Sur tuvo un efecto trascendental en Vietnam. En primer lugar, expuso las debilidades de la política de la dinastía. Los pocos eruditos de la región se quedaron con dos opciones: huir de la región de forma permanente o colaborar con el nuevo régimen. Para la gente del delta que no tenía otra opción que quedarse, el revés fue para demostrar insuperable. La resistencia popular perdió rápidamente toda la moral y se disolvió, los campesinos terminaron por resignarse. En esta etapa, la dinastía Nguyen había perdido toda lealtad y respeto por parte de los vietnamitas del sur.